# Salvador Alva Cejudo
Salvador Alva Cejudo (* 1911; † 12. August 1965 in Tegucigalpa) war ein mexikanischer Botschafter.

## Leben
1930 war Salvador Alva Cejudo Escribiente de Segunda Especial, Schreibkraft zweiter Klasse, abgeordnet an das Konsulat in New Orleans.
1938 bis 1952 residierte Salvador Alva Cejudo in Den Haag, zu seinem Amtsbezirk gehörte Griechenland.
Salvador Alva Cejudo war vom 25. April 1945 bis zum 26. Juni 1945 auf der Gründungskonferenz der Vereinten Nationen in San Francisco.
1947 war er in San Salvador als Verhandlungsbeauftragter akkreditiert
| Vorgänger                     | Amt                                                                           | Nachfolger                                                        |
| ----------------------------- | ----------------------------------------------------------------------------- | ----------------------------------------------------------------- |
| Manuel Agustín Chávez Ramírez | Mexikanischer Botschafter in Den Haag 12. Oktober 1956 bis 29. August 1958    | Jorge Daesslé Segura                                              |
| Juan Manuel Alcaraz Tornel    | Mexikanischer Botschafter in Warschau 9. August 1958 bis 6. Mai 1959          | Manuel Zermeño Araico, Luis Gómez Luna, Eduardo Espinosa y Prieto |
| César Enrique Garizurieta     | Mexikanischer Botschafter in Tegucigalpa 1. November 1964 bis 12. August 1965 | Víctor Alfonso Maldonado Morato                                   |